# Clarence Dickinson
Clarence Earle Dickinson (ur. 1 grudnia 1912 w Jacksonville, zm. 4 października 1984 w Los Olivos) – kontradmirał pilot US Navy. Uczestnik wojny na Pacyfiku, w tym bitwy pod Midway.
Clarence Dickinson ukończył akademię marynarki w Annapolis w 1934 roku. 7 grudnia 1941 roku podczas japońskiego ataku na Pearl Harbor wyskoczył na spadochronie z płonącego bombowca nurkującego SBD Dauntless, gdy w składzie lecącej na lotnisko Hickam Field części eskadry VS-6 lotniskowca USS „Enterprise” (CV-6) przypadkowo trafił na japoński atak, a jego samolot został zestrzelony przez japońskie myśliwce. 10 grudnia 1942 roku, pilotując bombowiec nurkujący SBD-2 Dauntless eskadry zatopił japoński okręt podwodny I-70, który został dzięki temu pierwszym japońskim okrętem zatopionym podczas wojny na Pacyfiku. Wziął następnie udział w rajdach lotniskowca „Enterprise” na wyspy Marshalla, na wyspę Wake oraz w rajdzie na Marcus. W kwietniu 1942 roku z pokładu swojego lotniskowca, osłaniał lotniskowiec USS „Hornet” (CV-8) przeprowadzający rajd Doolittle’a na rodzime Wyspy Japońskie. W trakcie bitwy pod Midway w czerwcu 1942 roku, ówczesny Lieutenant Clarence Dickinson trafił bombą japoński lotniskowiec „Kaga” znacznie przyczyniając się do jego zniszczenia i amerykańskiego zwycięstwa w tej bitwie.
Pierwsza osoba w historii trzykrotnie odznaczona Navy Cross – najwyższym odznaczeniem wojskowym nadawanym przez departament marynarki wojennej USA. Został również udekorowany Air Medalem. Na emeryturę odszedł w stopniu kontradmirała (Rear Admiral).